# Protoporphyrin IX
Protoporphyrin IX (PPIX) gehört zur Verbindungsklasse der Porphyrine und ist als Vorläufer von Verbindungen wie Häm (Hämoglobin) und Chlorophyll ein zentrales Stoffwechselintermediat in lebenden Organismen. Die Verbindung liegt bei Raumtemperatur als nicht wasserlöslicher, kräftig farbiger Feststoff vor und ist auch für die charakteristische braune Farbe von Eierschalen verantwortlich.
Zentrales Strukturelement von Protoporphyrin IX ist ein Porphin-Kern, ein aromatischer Tetrapyrrol-Makrozyklus. Das Molekül ist im Wesentlichen planar, mit Ausnahme der N-H-Bindungen, welche aus der Ring-Ebene in entgegengesetzte (trans-)Richtung gebogen sind.
PPIX wurde erstmalig im Jahr 1904 von Patrick Laidlaw isoliert.

## Nomenklatur
Protoporphyrine sind Porphinderivate, an denen die Wasserstoffatome der vier Pyrrolringe durch andere funktionelle Gruppen ersetzt sind. Das Präfix „proto“ wurde in der wissenschaftlichen Nomenklatur häufig für das „erste“ verwendet (z. B. Kohlenprotoxid als veraltete Bezeichnung für Kohlenmonoxid). Es wird angenommen, dass Hans Fischer den Namen Protoporphyrin als „erste Klasse der Porphyrine“ eingeführt hat. Fischer beschrieb, wie das um Eisen beraubte Häm zum „Proto-“Porphyrin wird, insbesondere in Bezug auf Hugo Kammerers Porphyrin. Nach aktueller Nomenklatur bezeichnet die Vorsilbe „Proto-“ eine Porphyrinart mit Methyl-, Vinyl- oder Carboxyethyl-/Propionat-Seitengruppen.
Fischer entwickelte auch das 15 Protoporphyrin-Spezies umfassende Nomenklatursystem auf Basis römischer Zahlen. Dieses Nomenklatursystem ist jedoch nicht systematisch.
Ein alternativer Name für Häm ist Eisenprotoporphyrin IX (Eisen-PPIX). PPIX enthält vier Methylgruppen (M), zwei Vinylgruppen (V) und zwei Propionsäuregruppen (P). Das Suffix „IX“ zeigt an, dass diese Ketten in der Reihenfolge MV-MV-MP-PM an den folgenden Positionen auftreten: c2,c3-c7,c8-c12,c13-c17,c18.
Die Methinbrücken von PPIX werden als Alpha (c5), Beta (c10), Gamma (c15) und Delta (c20) bezeichnet. Bei Häm führt die Metabolisierung durch Hämoxygenase zur selektiven Öffnung der Alpha-Methinbrücke, wodurch Biliverdin/Bilirubin entsteht. In diesem Fall trägt das resultierende Bilin (=Gallenfarbstoff) das Suffix IXα, was darauf hinweist, dass das Stammmolekül Protoporphyrin IX an der Alpha-Position gespalten wurde. Eine nicht-enzymatische Oxidation kann zur Ringöffnung an anderen Brückenpositionen führen.
Die Verwendung griechischer Buchstaben in diesem Zusammenhang geht auf die Pionierarbeit von Georg Barkan im Jahr 1932 zurück.

## Natürliches Vorkommen
Protoporphyrin IX ist eine Vorstufe zu zahlreichen natürlich vorkommenden Komplexverbindungen. In diesen sind die beiden inneren Wasserstoffatome durch ein zweiwertiges Metall-Kation ersetzt. In Komplexierung mit einem Eisen(II)-Kation wird das Molekül als Häm bezeichnet. Häme sind Cofaktoren in einigen wichtigen Proteinen. Zu diesen Häm-haltigen Proteinen gehören Hämoglobin, Myoglobin und Cytochrom c. Auch mit anderen Metallionen, wie etwa Zink, können Komplexe gebildet werden.

## Biosynthese
Die Verbindung wird aus azyklischen Vorstufen über ein Monopyrrol (Porphobilinogen) und dann ein Tetrapyrrol (ein Porphyrinogen, namentlich Uroporphyrinogen III) synthetisiert. Diese Vorstufe wird in Protoporphyrinogen IX umgewandelt, das zu Protoporphyrin IX oxidiert wird. Der letzte Schritt wird durch das Enzym Protoporphyrinogen-Oxidase (PPO) vermittelt.
Protoporphyrin IX ist ein wichtiger Vorläufer biologisch essentieller Cofaktoren wie Häm, Cytochrom C und Chlorophyllen. Daher sind zahlreiche Organismen in der Lage, das zyklische Tetrapyrrol aus Basisvorläufern wie Glycin und Succinyl-CoA oder Glutaminsäure zu synthetisieren. Trotz der großen Bandbreite an Organismen, die Protoporphyrin IX synthetisieren, blieb der Synthese-Prozess von Bakterien bis zu Säugetieren weitgehend erhalten, mit einigen deutlichen Ausnahmen bei höheren Pflanzen.
Bei der Biosynthese dieser Moleküle wird das Metallkation durch Enzyme, sogenannte Chelatasen, in Protoporphyrin IX eingefügt. Beispielsweise wandelt Ferrochelatase die Verbindung in Häm B um (d. h. in Fe-Protoporphyrin IX oder Protohäm IX). Bei der Chlorophyllbiosynthese wandelt es das Enzym Magnesiumchelatase in Mg-Protoporphyrin IX um.

## Metalloprotoporphyrin IX-Derivate
Protoporphyrin IX reagiert mit Eisensalzen in der Luft zu dem Komplex FeCl(PPIX).
Häm in Koordination mit Chlor wird als Hämin bezeichnet. Viele Metalle bilden Häm-ähnliche Komplexe, wenn sie mit PPIX koordiniert werden. Von besonderem Interesse sind Kobalt-Derivate, da sie ebenfalls als Sauerstoffträger fungieren können.
Andere Metalle wie Nickel, Zinn oder Chrom wurden auf ihren therapeutischen Wert untersucht.
Palepron ist das Dinatriumsalz von Protoporphyrin IX.

## Therapeutische Anwendung
Die Verbindung zeigt bei Anregung im blauen sichtbaren Bereich und im nahen UV eine deutliche Fluoreszenz im sichtbaren roten Spektrum.
Diese Fluoreszenz wird in der Fluoreszenzdiagnostik (Photodynamischen Diagnostik) zur Lokalisierung von Tumoren verwendet. Dabei wird die PPIX-Konzentration durch Gabe von 5-Aminolävulinsäure (5-ALA) als Prodrug in Gewebe mit hoher Stoffwechselaktivität erhöht, sodass dieses durch die Fluoreszenz lokalisiert werden kann. Eine Anwendung der PPIX-basierten Fluoreszenzdiagnostik zur gezielten Behandlung von Endometriose wurde in mehreren Studien untersucht.
Eine typische Nebenwirkung der Behandlung ist Lichtempfindlichkeit die über einige Stunden anhält. Durch die Gabe von 5-ALA wird eine große Menge an PPIX im Körper produziert. Da die Verbindung im sichtbaren Bereich absorbiert, wird entsprechend mehr Lichtenergie in den Körper eingetragen.